# دیمیتری اپاناسنکو
دیمیتری اپاناسنکو (روسی: Дмитрий Борисович Апанасенко؛ زادهٔ ۱۷ ژوئیهٔ ۱۹۶۷) بازیکن واترپلو اهل روسیه است.